# Rhipidia (Rhipidia) neomystica
Rhipidia (Rhipidia) neomystica is een tweevleugelige uit de familie steltmuggen (Limoniidae). De soort komt voor in het Neotropisch gebied.